# Tropiduchus variegata
Tropiduchus variegata är en insektsart som först beskrevs av Frederick Arthur Godfrey Muir 1931.  Tropiduchus variegata ingår i släktet Tropiduchus och familjen Tropiduchidae. Inga underarter finns listade i Catalogue of Life.